# 里普利 (伊利諾伊州)
里普利（英語：Ripley）是位於美國伊利諾伊州布朗縣的一個村落。

## 地理
里普利的座標為40°01′26″N 90°38′20″W / 40.02389°N 90.63889°W，而該地最高點為海拔高度165米（即541英尺）。

## 人口
根據2010年美國人口普查的數據，里普利的面積為1.00平方千米，當中陸地面積為1.00平方千米，而水域面積為0.00平方千米。當地共有人口86人，而人口密度為每平方千米86人。